# Zgornje Loke
Zgornje Loke is een plaats in Slovenië en maakt deel uit van de gemeente Lukovica in de NUTS-3-regio Osrednjeslovenska. De plaats telde 104 inwoners op 1 januari 2020. Langs Zgornje Loke loopt de Europese weg 57 en de Sloveense hoofdstad Ljubljana ligt ongeveer vijfentwintig kilometer ten zuidwesten van de plaats.